# Aeroportul Valjevo
Aeroportul Valjevo (IATA: QWV, ICAO: LYVA) este un aeroport din Divci⁠(d), Districtul Kolubara, Serbia ce deservește zona Valjevo. A fost deschis în 1996 și numit după zona deservită.
Situat la o altitudine de 143 m, aeroportul dispune de o singură pistă.